# Gauropterus
Gauropterus — род стафилинид из подсемейства Staphylininae.

## Описание
Верхние челюсти снаружи с бороздкой только у основания.

## Систематика
К роду относятся:
- вид: Gauropterus fulgidus (Fabricius, 1787)
- вид: Gauropterus sanguinipennis (Kolenati, 1846)